# 문공왕후
문공왕후 박씨(文恭王后 朴氏, 생몰년 미상)는 고려의 제3대 왕인 정종의 왕비이다.

## 인물
본관은 승주로, 아버지는 삼중대광 박영규이며, 어머니는 견훤의 딸 국대부인이다. 고려 정종의 정비로 책봉되었으며, 그녀의 여동생도 정종의 왕비(문성왕후)가 되었다. 또한 그녀들은 시아버지 태조의 제17비인 동산원부인과도 친자매 사이이다.
남편 정종과의 사이에서는 자식을 두지 못했으며, 언제 사망하였는지는 기록이 되어있지 않아 알 수 없다. 사망 후에는 정종의 정비로써 태묘에 부묘되고, 정종과 합장하여 그 능호를 안릉(安陵)이라 하였다. 훗날 여러차례에 걸쳐 시호가 가상되어 숙절효신경신선목순성정혜안숙문공왕후(淑節孝愼景信宣穆順聖貞惠安淑文恭王后)가 되었다.
한편 태조가 남긴 《훈요십조》에는 “내가 죽은 후, 차현(車峴) 이남과 금강(錦江) 아래의 사람들에게 벼슬을 주지 말라.(제8조)”라는 내용이 있다. 현대의 일부 학자들은 문공왕후나 문성왕후, 동산원부인을 비롯한 여러 인물들이 왕실 및 중앙 정부와 관련이 있었던 점을 근거로 들어 해당 내용을 허위로 여기기도 한다.

## 가계
- 아버지 : 박영규(朴英規)
- 어머니 : 국대부인 견씨(國大夫人 甄氏) - 견훤(甄萱)의 딸
  - 언니 : 태조의 제17비 동산원부인(東山院夫人, 생몰년 미상)
  - 동생 : 정종의 제2비 문성왕후(文成王后, 생몰년 미상)
- 시아버지, 형부 : 태조(太祖, 877~943 재위:918~943)
- 시어머니 : 신명순성왕후(神明順成王后)
  - 남편 : 정종 (定宗, 923~949 재위:945~949)

## 대중 문화속에 나타나는 문공왕후

### 드라마
- 《제국의 아침》(KBS, 2002년~2003년, 배우:홍리나)

## 참고 자료
- 《고려사》〈열전〉